# Epping (Città del Capo)
Epping è un'area industriale della città sudafricana di Città del Capo nella provincia del Capo Occidentale. Epping si trova a sud di Thornton, a est di Pinelands e a nord di Langa.
L'area di Epping Industria cominciò ad essere interessata da progetti edilizi sul finire degli anni '40. Lo sviluppo industriale procedette lentamente e fino alla fine degli anni '50 era presente nella zona il tracciato automobilistico di Gunners Circle. Il completamento della vicina centrale di Athlone accelerò il processo di insediamento di diversi impianti industriali nell'area verso la metà degli anni '60.
Epping Industria è l'area industriale più estesa tra quelle della "Greater Cape Town". La sua centralità e la vicinanza alle vie di comunicazione stradali l'hanno resa una delle zone più attrattive per le imprese operanti a Città del Capo. Essa ospita compagnie operanti nei settori tessile, automobilistico, logistico, edilizio e conserviero. La Nampak, la società di imballaggio più grande dell'Africa, è tra le imprese più significative operanti ad Epping. Altra impresa di rilievo presente in loco è la Distell Group Limited.
L'area di Epping ospita inoltre da oltre 50 anni il Cape Town Market, uno dei più grandi mercati di prodotti agricoli del Sud Africa, con circa 5000 venditori.